# TMF Pure
 (février 2020).
Si vous disposez d'ouvrages ou d'articles de référence ou si vous connaissez des sites web de qualité traitant du thème abordé ici, merci de compléter l'article en donnant les références utiles à sa vérifiabilité et en les liant à la section « Notes et références ».
TMF Pure est une chaîne de télévision numérique de MTV Networks Benelux.

## Historique
La chaîne a été lancée en même temps que trois autres chaînes numériques de MTV Networks le 1er mai 2005, dont TMF NL et TMF Dance. Celles-ci comptaient parmi les premières chaînes thématiques numériques aux Pays-Bas. Le 1er août, 2006 TMF Pure a été rebaptisée MTV Brand New. Cette chaîne numérique diffusait, contrairement à TMF Pure, des clips vidéo du genre rock alternatif en continu. Outre les clips vidéo, sont également présentés des spectacles. Depuis le 1er août 2007, la chaîne est à nouveau diffusée, ainsi que deux nouvelles chaînes thématiques: Nick Hits et Nick Toons. TMF Pure diffuse des clips vidéo en continu des genres R&B, rap et hip-hop et est revenue à l'antenne parce que The Box (qui se concentre sur les mêmes genres) a été arrêtée. Après la réintégration de TMF Pure, MTV Brand New a continué d'exister. Tous les canaux de TMF Pays-Bas ont pris fin le 31 décembre 2011.